# NKp44
NKp44 (NK-Zell-Protein mit 44 Kilodalton, Gen: NCR2), Synonym CD336, ist ein Rezeptorprotein, welches in der Plasmamembran aktivierter NK-Zellen lokalisiert ist. Es gehört zur Familie der natürlichen cytotoxischen Rezeptoren (NCR) und wirkt nach Ligandenbindung aktivierend auf die Funktion der NK-Zelle.

## Physiologie
NK-Zellen erkennen mit diesem Rezeptor verschiedene Zielstrukturen und werden dadurch aktiviert. In der Folge werden erkannte Zellen zerstört, die NK-Zelle bildet Zytokine und initiiert eine adaptive Immunreaktion.

## Molekulare Struktur
Strukturell besteht das Protein aus eine extrazelluläre V-Typ Immunglobulin ähnlichen Domäne, einer Transmembranregion mit einem charakteristischen Lysin und einer cytoplasmatischen Domäne mit einem funktionell inaktiven ITIM (immunorezeptor tyrosine-based activated motif).

## Zielstrukturen und Zielstrukturen exprimierende Zellen
Der endogene Ligand ist noch nicht charakterisiert. NKp44 erkennt aber Mykobakterien (M. tuberculosis, M. avium, M. smegmatis, BCG; Nocardia foranicia) sowie Pseudomonas aeruginosa, wobei die erkannten Strukturen nicht bekannt sind.
NKp44 erkennt das H5 Influenza Hämagglutinin.
Der endogene Ligand – NKp44L – wird auf T-Zellen exprimiert; durch gp41 des HIV wird diese Expression gesteigert. In der HIV-Infektion besteht eine gesteigerte NK-Zell-Aktivität; über den vermuteten NKp44-Liganden werden T-Zellen durch NK-Zellen erkannt und eliminiert.

## Signaltransduktion
NKp44 bindet über die Transmembranregion (Lysin) nicht-kovalent an das ITAM des Signaltransduktionsadapters DAP12 (Karap).

## Exprimierende Zellen
NKp44 wird nur auf aktivierten NK-Zellen exprimiert, nicht aber auf ruhenden NK-Zellen. Auch eine Untergruppe der γδ-T-Zellen exprimiert NKp44.